# روبرت بيري (مغني)
روبرت بيري (بالإنجليزية: Robert Berry)‏ هو مغني ومغن مؤلف أمريكي، ولد في القرن العشرين.

## وصلات خارجية
- الموقع الرسمي
- روبرت بيري على موقع ميوزك برينز (الإنجليزية)
- روبرت بيري على موقع أول ميوزيك (الإنجليزية)
- روبرت بيري على موقع ديسكوغز (الإنجليزية)